# Gabrielius Landsbergis
Gabrielius Landsbergis (* 7. ledna 1982 Vilnius) je litevský politik. V letech 2015–2024 byl předsedou křesťanskodemokratické strany Vlastenecký svaz (TS-LKD), v letech 2020–2024 ministrem zahraničních věcí.

## Studium a kariéra
Na Vilniuské univerzitě vystudoval historii a mezinárodní vztahy, pracoval jako rada velvyslanectví v Belgii a poradce litevské vlády pro zahraniční záležitosti.
V letech 2014 až 2016 byl poslancem Evropského parlamentu. Od listopadu 2016 do listopadu 2024 byl členem litevského parlamentu. V prosinci 2020 se stal ministrem zahraničních věcí ve vládě Ingridy Šimonytė.
Vyzval k zavedení sankcí proti Rusku v reakci na uvěznění Alexeje Navalného v únoru 2021. Rozhodl také o vyhoštění ruských diplomatů z Litvy v dubnu 2021, aby podpořil Českou republiku v kauze Vrbětice. Během probíhající války na Ukrajině v březnu 2022 navštívil Kyjev a setkal se se svým ukrajinským protějškem Dmytrem Kulebou, poté se v Praze setkal také s českým ministrem zahraničí Janem Lipavským a odsoudil ruskou invazi na Ukrajinu.
Ministrem zahraničních věcí byl do 11. prosince 2024. Po prohraných volbách se začal věnovat analýzám mezinárodní politiky a tvorbě podcastu. V květnu 2025 uvedl, že za účinnou formu finanční pomoci Ukrajině by považoval rozmrazení ruských aktiv v evropských bankách, která dosahují hodnoty stovek miliard eur. „Navíc to vytváří psychologickou páku, Rusové by byli zabíjeni jejich vlastními penězi,“ uvedl Landsbergis.

## Rodina
Jeho otcem je spisovatel Vytautas V. Landsbergis. Jeho děd Vytautas Landsbergis byl předsedou litevského parlamentu, který v roce 1990 vyhlásil obnovení nezávislosti. Manželka Gabrieliuse Landsbergise Austėja Landsbergienė je majitelkou sítě soukromých škol UAB Vaikystės sodas. Mají spolu čtyři děti.